# 圣埃卢瓦莱米讷
圣埃卢瓦莱米讷（法語：Saint-Éloy-les-Mines，法語發音：[sɛ̃t‿elwa le min]），法国中部城市，奥弗涅-罗讷-阿尔卑斯大区多姆山省的一个市镇，隶属于里永区，其市镇面积为22.11平方公里，2022年1月1日时人口数量为3,484人，在法国城市中排名第3,104位。
圣埃卢瓦莱米讷位于多姆山省西北部，孔布拉耶地区腹地，是一个区域性的中心城市，因19世纪末的煤炭开采活动而兴盛。

## 地名来源
“Saint-Éloi”一名可能出自天主教同名圣人努瓦永的埃卢瓦，但后者与此地之间的联系尚有待考证；“-les-Mines”一名则与当地的煤矿有关，该后缀自1919年起成为当地官方名称的一部分。
圣埃卢瓦莱米讷所处区域历史上曾通行奥克语奥弗涅方言，“Saint-Éloy-les-Mines”在奥克语维基百科及Openstreetmap中对应的拼写为“Sant Alòi de las Minas”。
此外，因翻译标准不同，“Saint-Éloy-les-Mines”在部分汉语资料中及中文谷歌地图被译为圣埃卢瓦-莱米讷。

## 历史

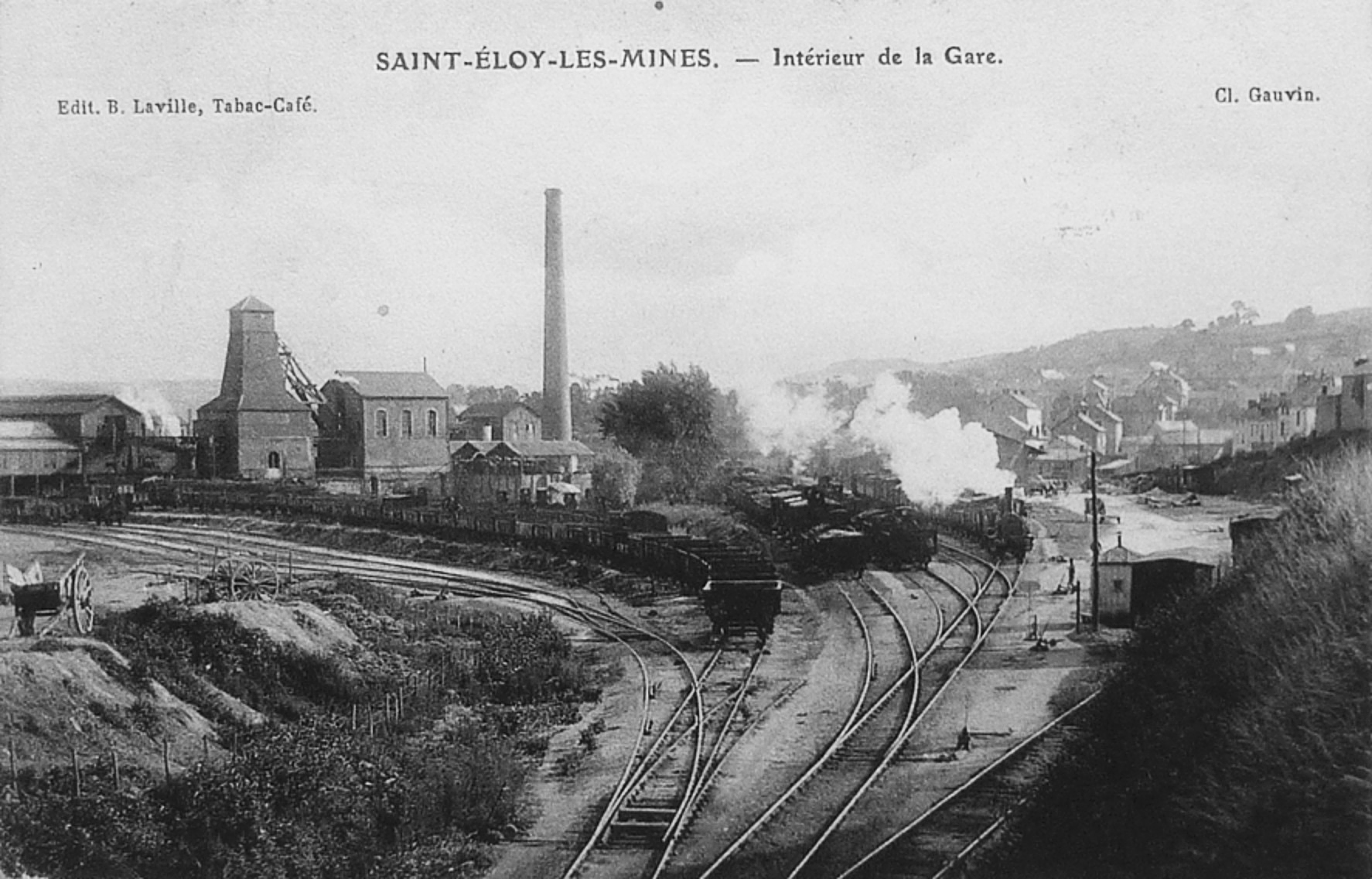
20世纪初圣埃卢瓦莱米讷的一处矿井及煤运列车

圣埃卢瓦历史上长期为一处普通农业村落，中世纪时为奥弗涅伯国及行省的一部分，法国大革命后成为多姆山省的一个市镇。
圣埃卢瓦的城市起源及发展与当地的煤矿密切相关，该区域自公元18世纪起被发现储藏有煤炭资源，19世纪30年代被出让，此后得以大规模开采。煤矿开采活动使得圣埃卢瓦人口数量在19世纪中后期快速增加。连接当地的拉佩鲁斯－沃尔维克铁路首通段于1865年建成。一战结束后初期，圣埃卢瓦莱米讷的煤炭开采量达到顶峰，彼时当地接纳了大批来自原东普鲁士地区的移民。20世纪30年代后，当地煤炭开采量开始逐年下降。二战后，圣埃卢瓦莱米讷的煤矿被国家收购。1950年1月26日，当地一处煤矿发生瓦斯爆炸，造成13人身亡。20世纪50至60年代，圣埃卢瓦莱米讷境内多处发生地陷，部分区域被地下水及雨水补给后形成大型湖泊，其附近被开辟为城市绿地公园。1978年1月17日，圣埃卢瓦莱米讷境内最后一处煤矿被关闭。

## 地理

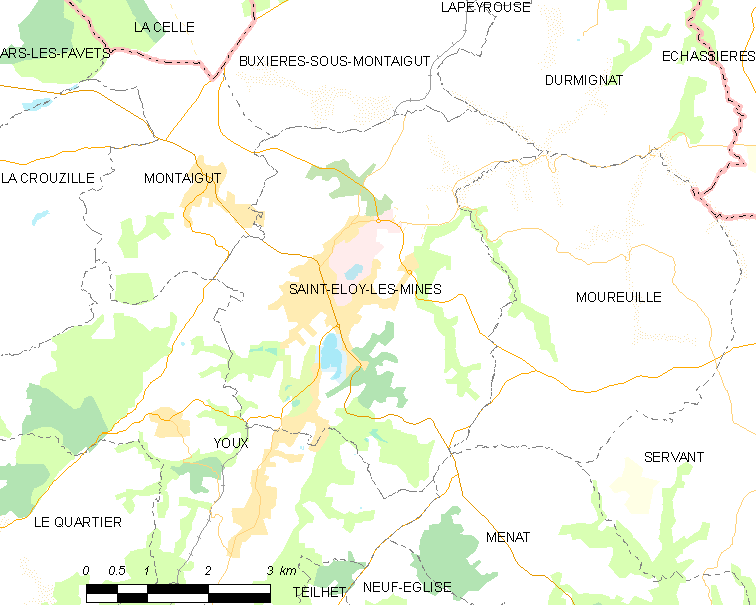
圣埃卢瓦莱米讷市镇范围地图

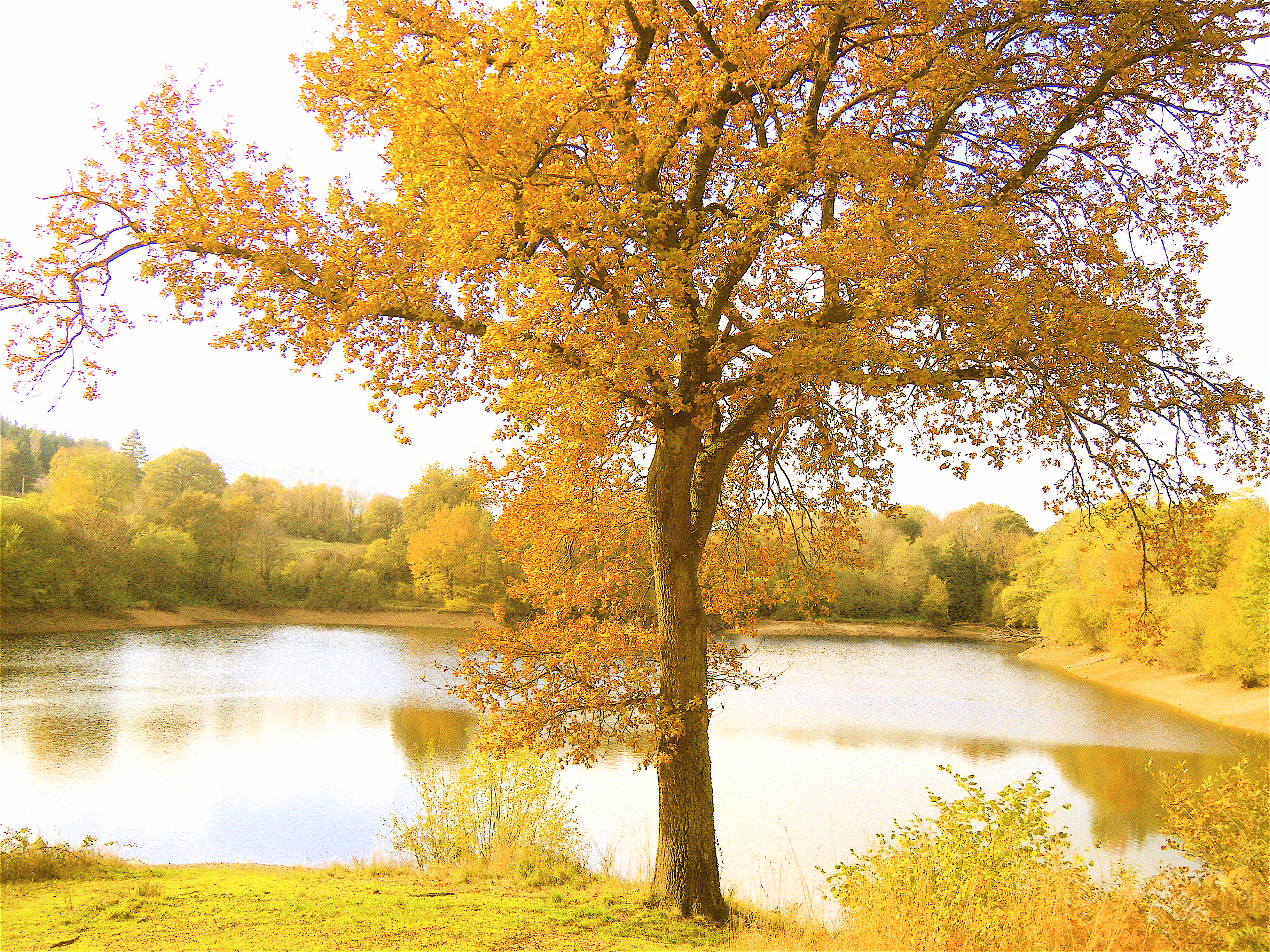
圣埃卢瓦莱米讷的一处湖泊

圣埃卢瓦莱米讷位于法国中部，奥弗涅-罗讷-阿尔卑斯大区西北部和多姆山省西北部，距离省会克莱蒙费朗大约62公里。与圣埃卢瓦莱米讷接壤的市镇包括：比克西耶尔-苏蒙泰居、迪尔米尼亚、默纳、孔布拉耶地区蒙泰居、穆勒耶、伊乌。

### 地形
圣埃卢瓦莱米讷位于法国中央高原孔布拉耶山区腹地，境内以丘陵为主，市镇中心位于地势较为平坦的一处台面上，部分区域起伏明显，全境海拔在443到649米之间。

### 水文
圣埃卢瓦莱米讷位于卢瓦尔河流域范围内，布布勒河自西南向东北流经市区东南部。市区南部有因煤矿地陷而形成的矿坑，被水填满后成为湖畔。

### 植被
圣埃卢瓦莱米讷属于温带阔叶混交林区，林地散落分布于市镇范围内的多个区域。
在鲜花城市的评比中，圣埃卢瓦莱米讷被评为2星级鲜花城市。

### 气候
圣埃卢瓦莱米讷在柯本气候分类法中属于带有山地气候特征的温带海洋性气候。
距离圣埃卢瓦莱米讷最近的常年气象站位于默纳境内，以下为该气象站的数据（其中日照数据取自1999至2019年间的蒙吕松气象站）：
| 默纳 1981年－2019年 | 默纳 1981年－2019年 | 默纳 1981年－2019年 | 默纳 1981年－2019年 | 默纳 1981年－2019年 | 默纳 1981年－2019年 | 默纳 1981年－2019年 | 默纳 1981年－2019年 | 默纳 1981年－2019年 | 默纳 1981年－2019年 | 默纳 1981年－2019年 | 默纳 1981年－2019年 | 默纳 1981年－2019年 | 默纳 1981年－2019年 |
| 月份                | 1月                 | 2月                 | 3月                 | 4月                 | 5月                 | 6月                 | 7月                 | 8月                 | 9月                 | 10月                | 11月                | 12月                | 全年                |
| ------------------- | ------------------- | ------------------- | ------------------- | ------------------- | ------------------- | ------------------- | ------------------- | ------------------- | ------------------- | ------------------- | ------------------- | ------------------- | ------------------- |
| 历史最高温 °C（°F） | 22 (72)             | 24 (75)             | 25.9 (78.6)         | 29.6 (85.3)         | 33.7 (92.7)         | 38.5 (101.3)        | 38.5 (101.3)        | 40.2 (104.4)        | 36 (97)             | 29.5 (85.1)         | 25.6 (78.1)         | 22.5 (72.5)         | 40.2 (104.4)        |
| 平均高温 °C（°F）   | 7 (45)              | 8.6 (47.5)          | 12.7 (54.9)         | 15.5 (59.9)         | 19.8 (67.6)         | 23.5 (74.3)         | 26.3 (79.3)         | 25.9 (78.6)         | 21.8 (71.2)         | 16.6 (61.9)         | 10.6 (51.1)         | 7.3 (45.1)          | 16.3 (61.3)         |
| 日均气温 °C（°F）   | 2.8 (37.0)          | 3.5 (38.3)          | 6.5 (43.7)          | 8.9 (48.0)          | 12.9 (55.2)         | 16.3 (61.3)         | 18.6 (65.5)         | 18.1 (64.6)         | 14.7 (58.5)         | 11 (52)             | 6 (43)              | 3.3 (37.9)          | 10.2 (50.4)         |
| 平均低温 °C（°F）   | −1.5 (29.3)         | −1.6 (29.1)         | 0.4 (32.7)          | 2.3 (36.1)          | 6.1 (43.0)          | 9.1 (48.4)          | 10.8 (51.4)         | 10.3 (50.5)         | 7.5 (45.5)          | 5.4 (41.7)          | 1.4 (34.5)          | −0.6 (30.9)         | 4.1 (39.4)          |
| 历史最低温 °C（°F） | −26 (−15)           | −20.1 (−4.2)        | −19.8 (−3.6)        | −9 (16)             | −4.5 (23.9)         | 0 (32)              | 1 (34)              | −0.5 (31.1)         | −3 (27)             | −10 (14)            | −14 (7)             | −17.2 (1.0)         | −26 (−15)           |
| 平均降水量 mm（）   | 62.3 (2.45)         | 55.7 (2.19)         | 53.8 (2.12)         | 72.4 (2.85)         | 94.3 (3.71)         | 83.6 (3.29)         | 74.7 (2.94)         | 71.8 (2.83)         | 75.2 (2.96)         | 65.9 (2.59)         | 69.8 (2.75)         | 65 (2.6)            | 844.5 (33.25)       |
| 月均日照時數        | 108.5               | 121.5               | 195.3               | 231                 | 257.3               | 276                 | 297.6               | 272.8               | 216                 | 182.9               | 123                 | 111.6               | 2,393.5             |
| 来源：infoclimat.fr |                     |                     |                     |                     |                     |                     |                     |                     |                     |                     |                     |                     |                     |

## 行政区划
圣埃卢瓦莱米讷的市镇编号为63338，邮政编号为63700。
在行政管理方面，圣埃卢瓦莱米讷隶属于法国奥弗涅-罗讷-阿尔卑斯大区多姆山省里永区；在地方选举方面，圣埃卢瓦莱米讷是圣埃卢瓦莱米讷县的中央投票站所在地，其市镇范围全境被划入多姆山省第二选区；在社会管理方面，圣埃卢瓦莱米讷是圣埃卢瓦地区市镇公共社区的办公驻地。
法国国家统计与经济研究所（简称）在进行数据统计时，将圣埃卢瓦莱米讷及相邻的另外2个市镇设为圣埃卢瓦莱米讷城市核心区（Unité urbaine de Saint-Éloy-les-Mines）以及圣埃卢瓦莱米讷城市区（Aire urbaine de Saint-Éloy-les-Mines）。自2020年起，圣埃卢瓦莱米讷城市区被包含15个市镇的圣埃卢瓦莱米讷城市辐射区代替。此外，还将圣埃卢瓦莱米讷市镇整体看作一个“块区”（IRIS），以便于统计人口分布情况。

## 交通

### 公路
多姆山省省道D79线、D92线、D110线、D147线、D529线、D533线和D2144线在圣埃卢瓦莱米讷境内交汇。奥弗涅-罗讷-阿尔卑斯大区下属的城际客运提供巴士线路，可前往克莱蒙费朗。
| 10 | 34 |

| 付费 | 31 |

| 克莱蒙费朗 | 61 |

| 里永 | 46 |

| 蒙吕松 | 29 |

| 埃沃莱班 | 33 |

| 加纳 | 37 |

| 蒙马罗 | 25 |

2019年，57.8%的圣埃卢瓦莱米讷家庭拥有至少一辆私人汽车。2019年，圣埃卢瓦莱米讷境内共发生各类交通事故2起，造成2人受伤，其中1人重伤。

### 铁路

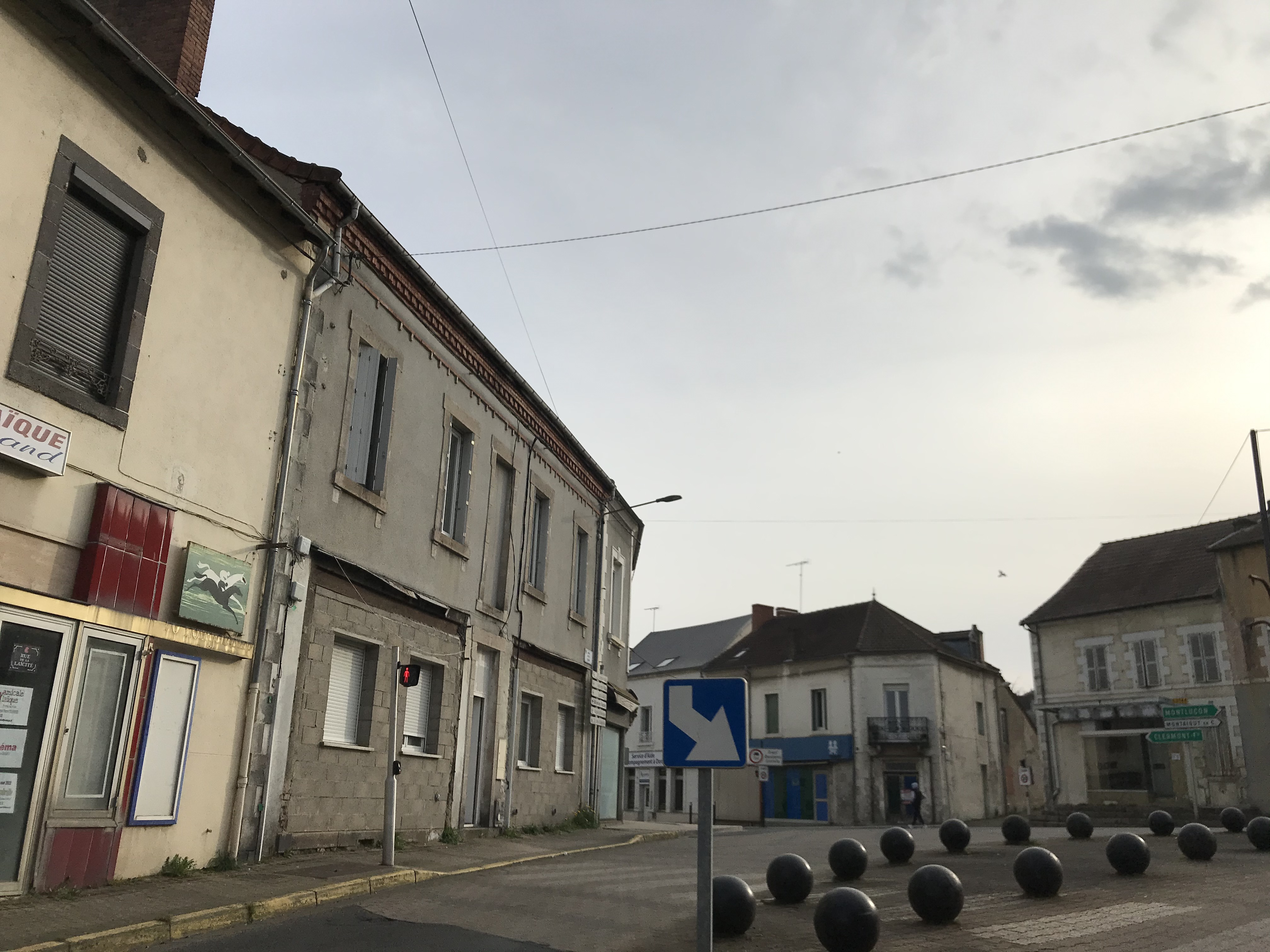
圣埃卢瓦莱米讷火车站旧址

圣埃卢瓦莱米讷位于拉佩鲁斯－沃尔维克铁路上，该铁路已于2007年关闭。
距离圣埃卢瓦莱米讷最近的客运铁路车站为12公里外的拉佩鲁斯站，该站停靠往返于克莱蒙费朗和蒙吕松一线的区域列车。

### 航空
距离圣埃卢瓦莱米讷最近的民用航空站为克莱蒙费朗机场，距离圣埃卢瓦莱米讷市中心的公路里程约63公里。

### 城市公共交通
截至2022年10月，圣埃卢瓦莱米讷暂无城市公共交通系统。

## 政治

### 市政内阁

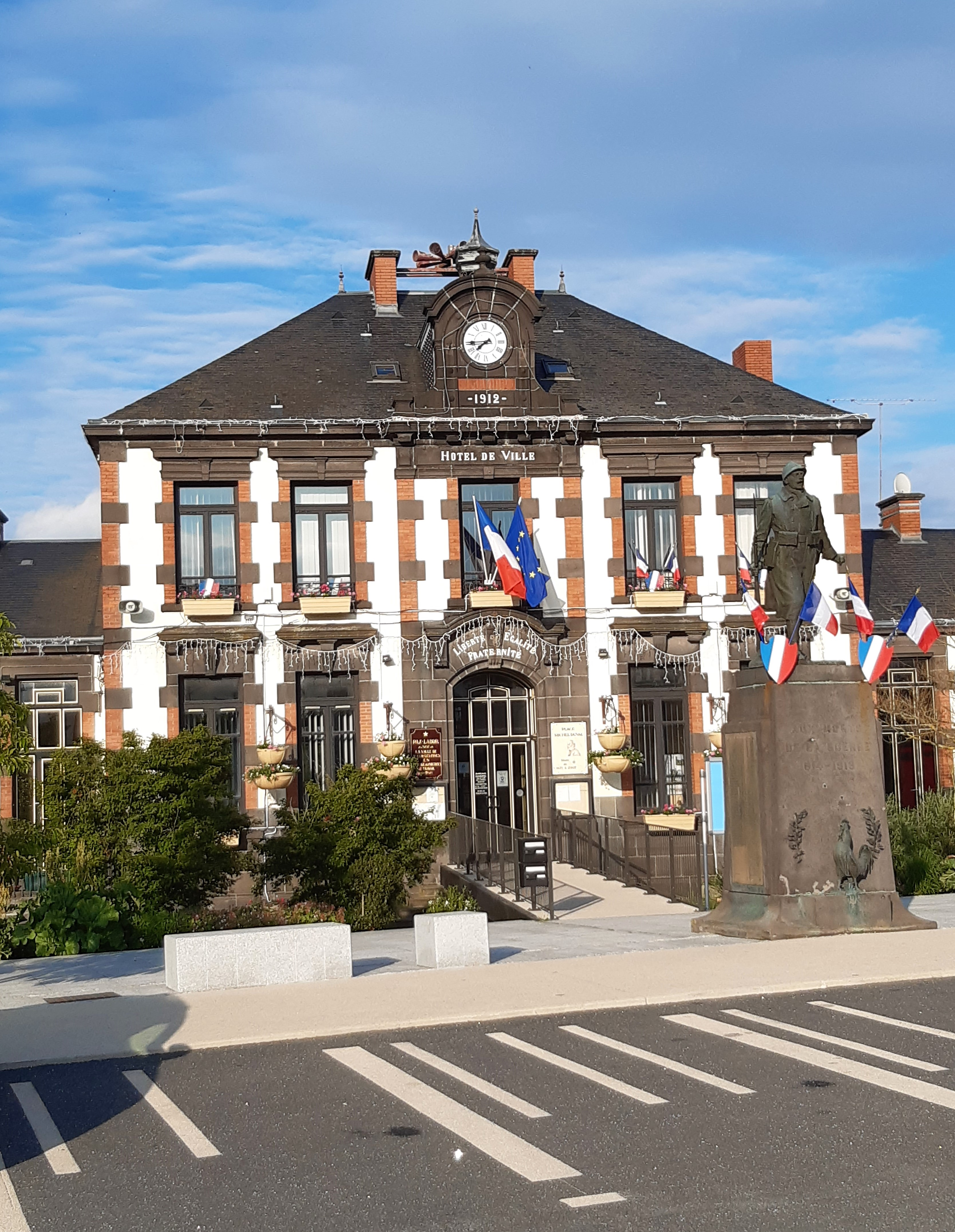
圣埃卢瓦莱米讷市政厅

圣埃卢瓦莱米讷的现任市长为安东尼·帕莱尔莫先生（Anthony PALERMO），他是一名左翼无党派人士，在2020年的市政选举中获得了50.61%的支持率。
| 圣埃卢瓦莱米讷历届市长     | 圣埃卢瓦莱米讷历届市长                  | 圣埃卢瓦莱米讷历届市长                                                 |
| 任期                       | 市长                                    | 党派                                                                   |
| -------------------------- | --------------------------------------- | ---------------------------------------------------------------------- |
| 1945年－1961年             | Rémy DURIN 雷米·迪兰                    | SFIO工人国际法国支部                                                   |
| （1961至1965年间资料暂缺） |                                         |                                                                        |
| 1965年－1971年             | Marcel POUZADOUX 马塞尔·普扎杜          | SFIO工人国际法国支部                                                   |
| 1971年－2007年             | Michel DUVAL 米歇尔·迪瓦尔              | FNRI共和独立人士民族联盟 →UDF法国民主联盟 →DL民主自由 →UMP人民运动联盟 |
| 2007年－2020年             | Marie-Thérèse SIKORA 玛丽-泰蕾兹·西科拉 | UMP人民运动联盟 →LR共和黨                                              |
| 2020年－                   | Anthony PALERMO 安东尼·帕莱尔莫         | DVG左翼无党派人士 →PS社会党                                            |

### 各级选举
| 圣埃卢瓦莱米讷历届投票选举结果 | 圣埃卢瓦莱米讷历届投票选举结果 | 圣埃卢瓦莱米讷历届投票选举结果 | 圣埃卢瓦莱米讷历届投票选举结果 | 圣埃卢瓦莱米讷历届投票选举结果 | 圣埃卢瓦莱米讷历届投票选举结果 | 圣埃卢瓦莱米讷历届投票选举结果 | 圣埃卢瓦莱米讷历届投票选举结果 | 圣埃卢瓦莱米讷历届投票选举结果 | 圣埃卢瓦莱米讷历届投票选举结果 |
| 选举项目                       | 选举范围                       | 选区单位                       | 选区单位内的选举结果           | 选区单位内的选举结果           | 选区单位内的选举结果           | 选区单位内的选举结果           | 选区单位内的选举结果           | 选区单位内的选举结果           | 参考资料                       |
| 选举项目                       | 选举范围                       | 选区单位                       | 第一轮胜出者                   | 第一轮胜出者                   | 支持率                         | 第二轮胜出者                   | 第二轮胜出者                   | 支持率                         | 参考资料                       |
| ------------------------------ | ------------------------------ | ------------------------------ | ------------------------------ | ------------------------------ | ------------------------------ | ------------------------------ | ------------------------------ | ------------------------------ | ------------------------------ |
| 2017年法國總統選舉             | 法國                           | 市镇                           |                                | 玛丽娜·勒庞                    | 29.53%                         |                                | 埃马纽埃尔·马克龙              | 55.88%                         | [ 26 ]                         |
| 2017年法国立法选举             | 多姆山省第二选区               | 市镇                           |                                | 克里斯蒂娜·皮雷斯-博纳         | 24.35%                         |                                | 克里斯蒂娜·皮雷斯-博纳         | 64.14%                         | [ 26 ]                         |
| 2019年欧洲议会选举             | 法國                           | 市镇                           |                                | 若尔丹·巴尔代拉                | 31.04%                         | （不适用）                     | （不适用）                     | （不适用）                     | [ 28 ]                         |
| 2021年法国省级选举             | 多姆山省                       | 县                             |                                | 热罗姆·戈梅 若斯利娜·勒隆      | 46.68%                         |                                | 热罗姆·戈梅 若斯利娜·勒隆      | 55.17%                         | [ 29 ]                         |
| 2021年法国省级选举             | 多姆山省                       | 市镇                           |                                | 热罗姆·戈梅 若斯利娜·勒隆      | 44.41%                         |                                | 热罗姆·戈梅 若斯利娜·勒隆      | 51.52%                         | [ 29 ]                         |
| 2021年法国大区选举             |                                | 市镇                           |                                | 洛朗·沃基耶                    | 57.52%                         |                                | 洛朗·沃基耶                    | 64.57%                         | [ 30 ]                         |
| 2022年法国总统选举             | 法國                           | 市镇                           |                                | 玛丽娜·勒庞                    | 35.82%                         |                                | 玛丽娜·勒庞                    | 58.51%                         | [ 26 ]                         |
| 2022年法国立法选举             | 多姆山省第二选区               | 市镇                           |                                | 西尔万·迪兰                    | 34.56%                         |                                | 克里斯蒂娜·皮雷斯-博纳         | 67.48%                         | [ 26 ]                         |

## 人口
2019年，圣埃卢瓦莱米讷市镇人口数量为3,572，在法国排名第3,104位。其中男性1,689人，女性1,883人，75岁及以上人口占13.0%，外籍人口数量为195人，人口密度为162人/平方公里，当地居民被称为（男性）或（女性）。2020年，圣埃卢瓦莱米讷境内出生27人，死亡人口53人。
| 圣埃卢瓦莱米讷1901年－2019年人口变化情况 |
|                                          |
| 数据来源：Cassini、INSEE                 |

## 经济
圣埃卢瓦莱米讷是一个区域性的中心城市。截止2022年10月，圣埃卢瓦莱米讷市镇范围内共有各类用人单位（包含自雇）382家，平均历史为19年，均为中小型企业（PME），2022年8月至10月间，当地的经济活力指数为0。（零售）是当地2021年营业额最高的企业，为18,439,857欧元。

## 财政与居民收入
2020年，圣埃卢瓦莱米讷的财政收入总额为5,029,390欧元，财政支出总额为4,189,060欧元，当年的债务总额为3,791,630欧元。2021年，圣埃卢瓦莱米讷市镇共获得447,117欧元的国家财政补助，比上一年减少了2.66%。
2020年，圣埃卢瓦莱米讷的人均月收入总额为1,917欧元，其中高级职员为3,802欧元，低于法国平均水平（4,230欧元）；中级职员为2,238欧元，低于法国平均水平（2,411欧元）；普通职员为1,664欧元，亦低于法国平均水平（1,740欧元）。
2019年，圣埃卢瓦莱米讷境内的青壮年（15至64岁）失业率为16.3%，当地37.4%的家庭拥有纳税资格，平均纳税1,320欧元，低于法国平均水平（3,910欧元）。

## 社会事务

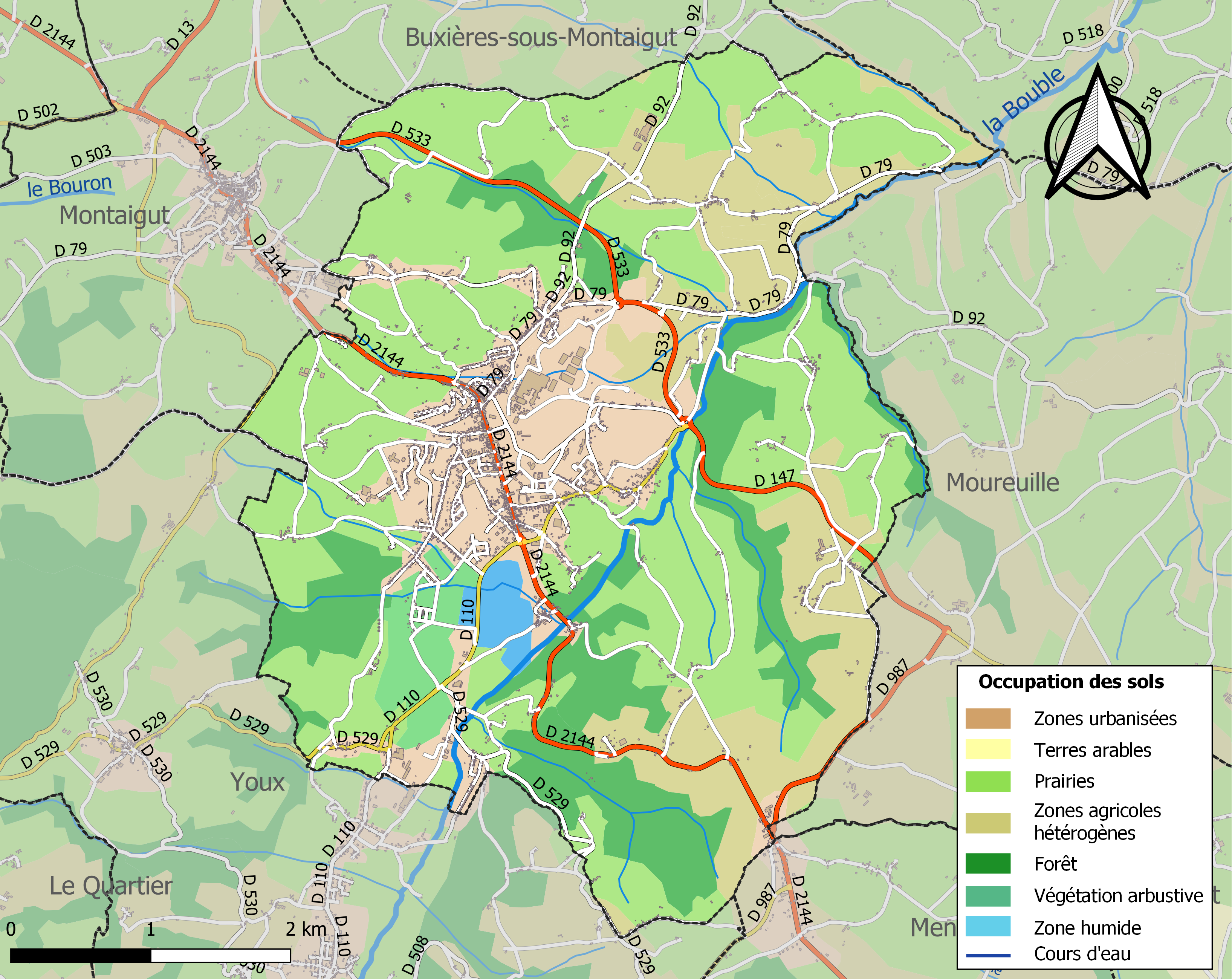
圣埃卢瓦莱米讷土地利用情况地图

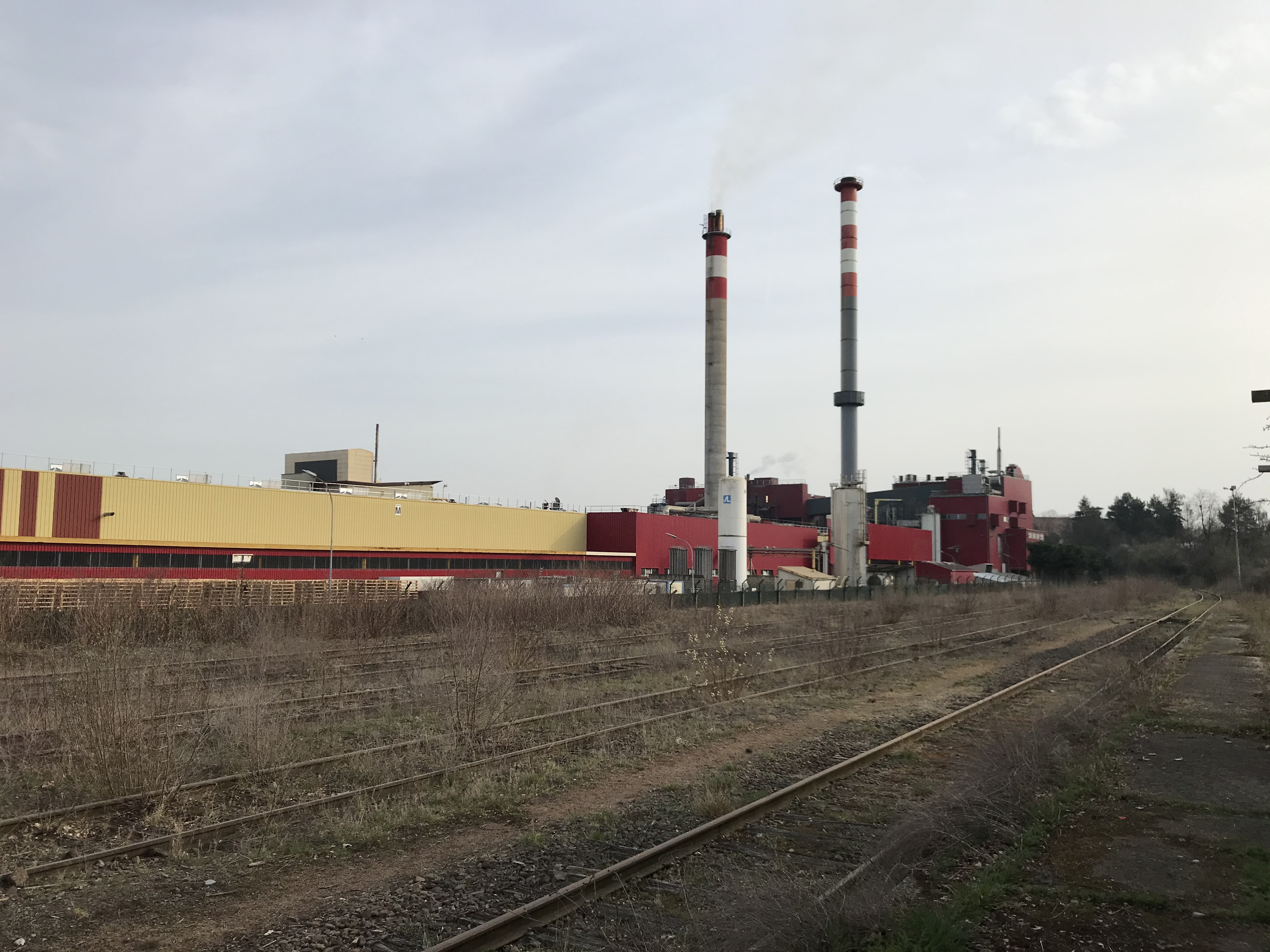
圣埃卢瓦莱米讷工厂烟囱

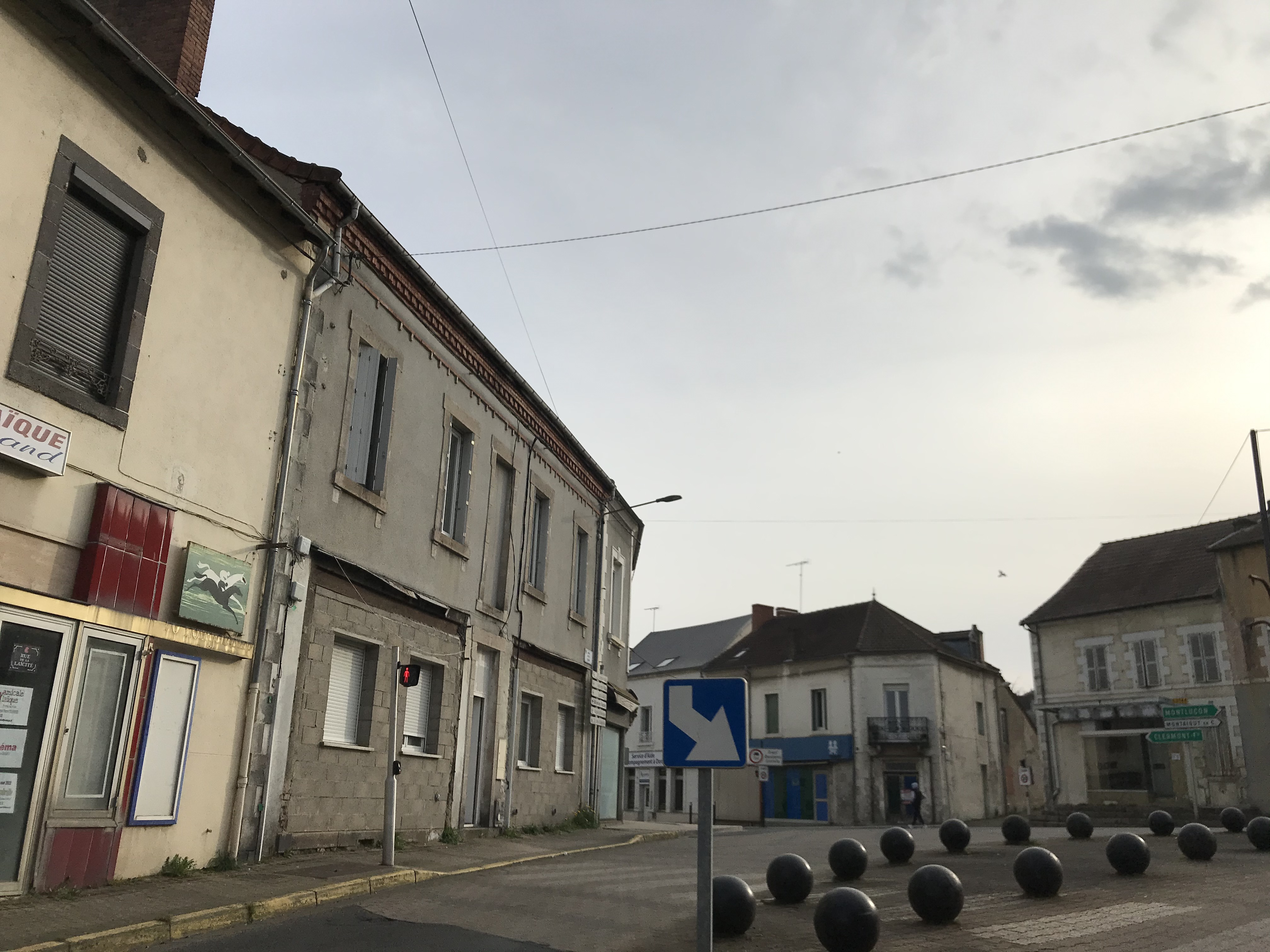
圣埃卢瓦莱米讷镇中心

### 教育
圣埃卢瓦莱米讷属于克莱蒙费朗学区。截止2021年1月1日，圣埃卢瓦莱米讷境内共有1所幼儿园、2所小学、2所初级中学和1所职业高中。2018至2019学年度，圣埃卢瓦莱米讷境内共有在校中等教育阶段学生372名。

### 医疗
截止2021年1月1日，圣埃卢瓦莱米讷境内共有全科医生3名、保健师6名、护士21名和助产士1名。境内共有药房2家、残疾人帮扶中心4家。
距离圣埃卢瓦莱米讷最近的区域性医疗机构为蒙吕松-内里莱班中心医院（Centre Hospitalier de Montluçon - Néris les Bains），其主病区位于蒙吕松市区，距离圣埃卢瓦莱米讷市区的正常车程约32分钟，该院设有床位396个，是当地规模最大的公立综合性医院。

### 住房
2019年，圣埃卢瓦莱米讷境内共有各类住房2,441套，其中64.2%为独立式居民区，32.4%为集中式居民区。常住房屋占圣埃卢瓦莱米讷市镇范围内居民建筑总量的75.8%。
在住房保障政策方面，2021年，圣埃卢瓦莱米讷境内共有489户家庭获得了住房经济补助，受益人数占总人口数量的13.7%，其中454份为房租补助。

### 商业
2021年，圣埃卢瓦莱米讷境内共有各类实体商铺79家，其中餐厅8家、大型超市3家、杂货店1家、面包房4家、肉铺1家、书店1家、装饰品店1家、银行门店3家、美容美发店7家、汽车维修店8家。市区北部建有开放式商业街区，有Lidl、Gamm Vert等商场，市区东部则有一家家乐福超市。

### 体育
2021年，圣埃卢瓦莱米讷境内共有1家游泳池、2间体育馆、1座综合体育场、2处网球场、2处足球或橄榄球场以及1处篮球或排球场。
截至2022年10月，圣埃卢瓦莱米讷境内暂无注册足球俱乐部。
圣埃卢瓦松鼠健身俱乐部（La Société de Gymnastique des Ecureuils Eloysiens）是当地的一个健美操体育联盟，成立于1947年，截至2022年共有注册成员200人，涵盖了共15个健美体育项目。

### 环境
圣埃卢瓦莱米讷的环境事务由其所属的圣埃卢瓦地区市镇公共社区联合各级政府协调负责。2021年，圣埃卢瓦莱米讷境内共有1家污染企业。

### 治安
2021年，圣埃卢瓦莱米讷市镇范围内有1处宪兵队。
圣埃卢瓦莱米讷及其附近的共135个市镇是里永国家宪兵队（zone gendarmerie de Riom）的管辖范围。2020年，该宪兵队累计记录各类案件2,846起，其中盗窃类案件1,350起，经济类案件727起，毒品交易类案件149起。

## 文化
2021年，圣埃卢瓦莱米讷境内暂无任何文化设施。圣埃卢瓦地区市镇公共社区在圣埃卢瓦莱米讷建有一处多媒体中心，每周二至六向公众开放。

### 建筑

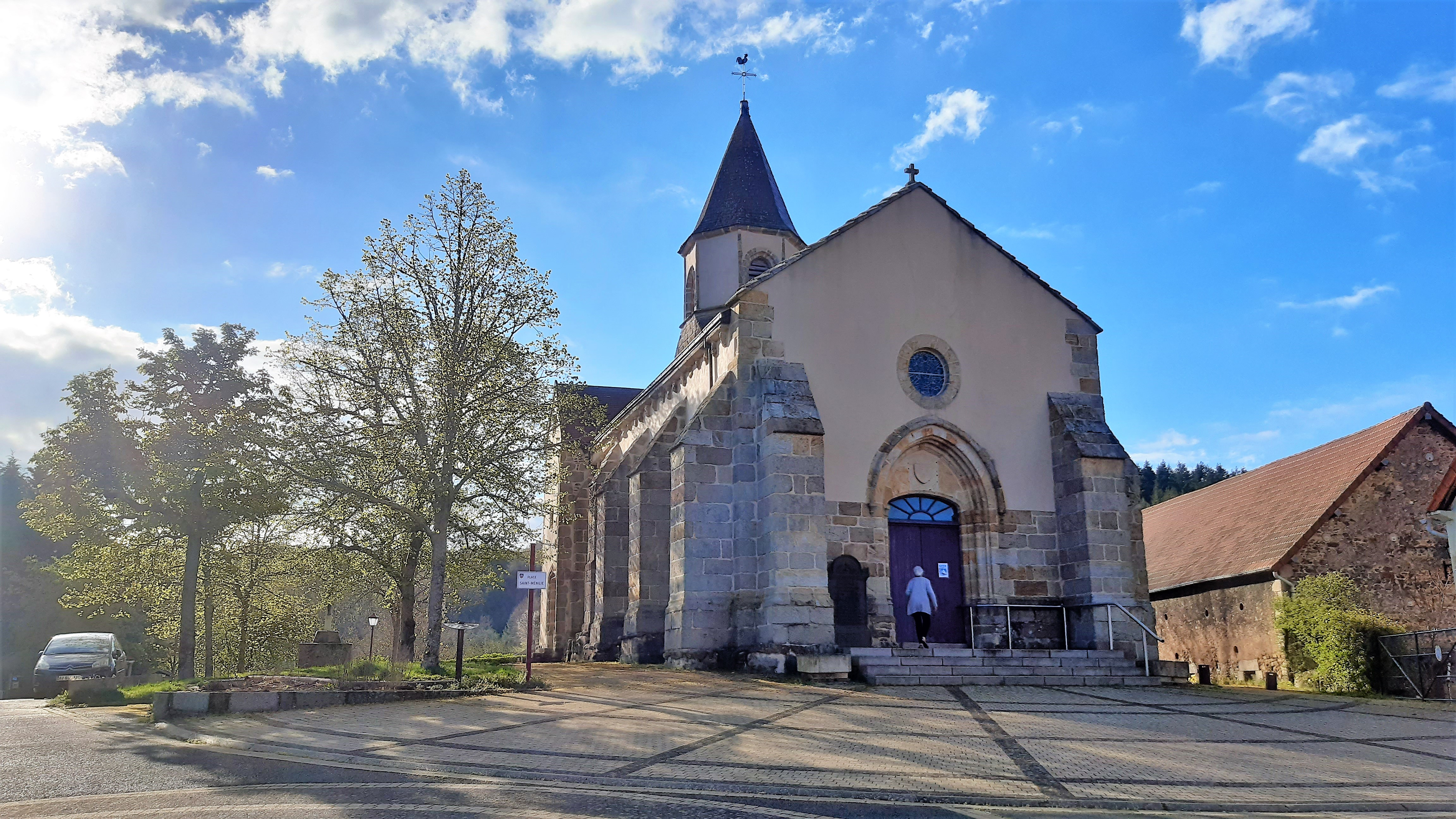
旧堡圣埃卢瓦教堂

圣埃卢瓦莱米讷境内有多处历史建筑，其中位于镇中心的旧堡圣埃卢瓦教堂（Église Saint-Éloy du Vieux Bourg）以及圣女贞德教堂（Église Sainte-Jeanne d'Arc）等是当地的地标性建筑物。

### 旅游
圣埃卢瓦莱米讷的旅游事务由其所属的圣埃卢瓦地区市镇公共社区负责。2022年，圣埃卢瓦莱米讷境内共有2家酒店共计33间房间；另有1个露营地，可容纳共50辆露营车。

### 媒体
法国主要的媒体均可在圣埃卢瓦莱米讷接收，法国电视三台下属的奥弗涅-罗讷-阿尔卑斯大区频道在部分时段播出圣埃卢瓦莱米讷所属区域的地方新闻。《山地报》、蓝色法兰西奥弗涅地区广播、震动广播、Scoop广播等为当地主要的地方性媒体。

## 相关人物
法国作曲家安托万·托梅出生于圣埃卢瓦莱米讷。

## 友好城市
截至2022年10月，圣埃卢瓦莱米讷暂未建立任何友好城市关系。